# Anobium nitidum
Anobium nitidum är en skalbaggsart som beskrevs av Fabricius 1792. Anobium nitidum ingår i släktet Anobium, och familjen trägnagare. Arten är reproducerande i Sverige.